# Larry Miller (Instrumentenbauer)

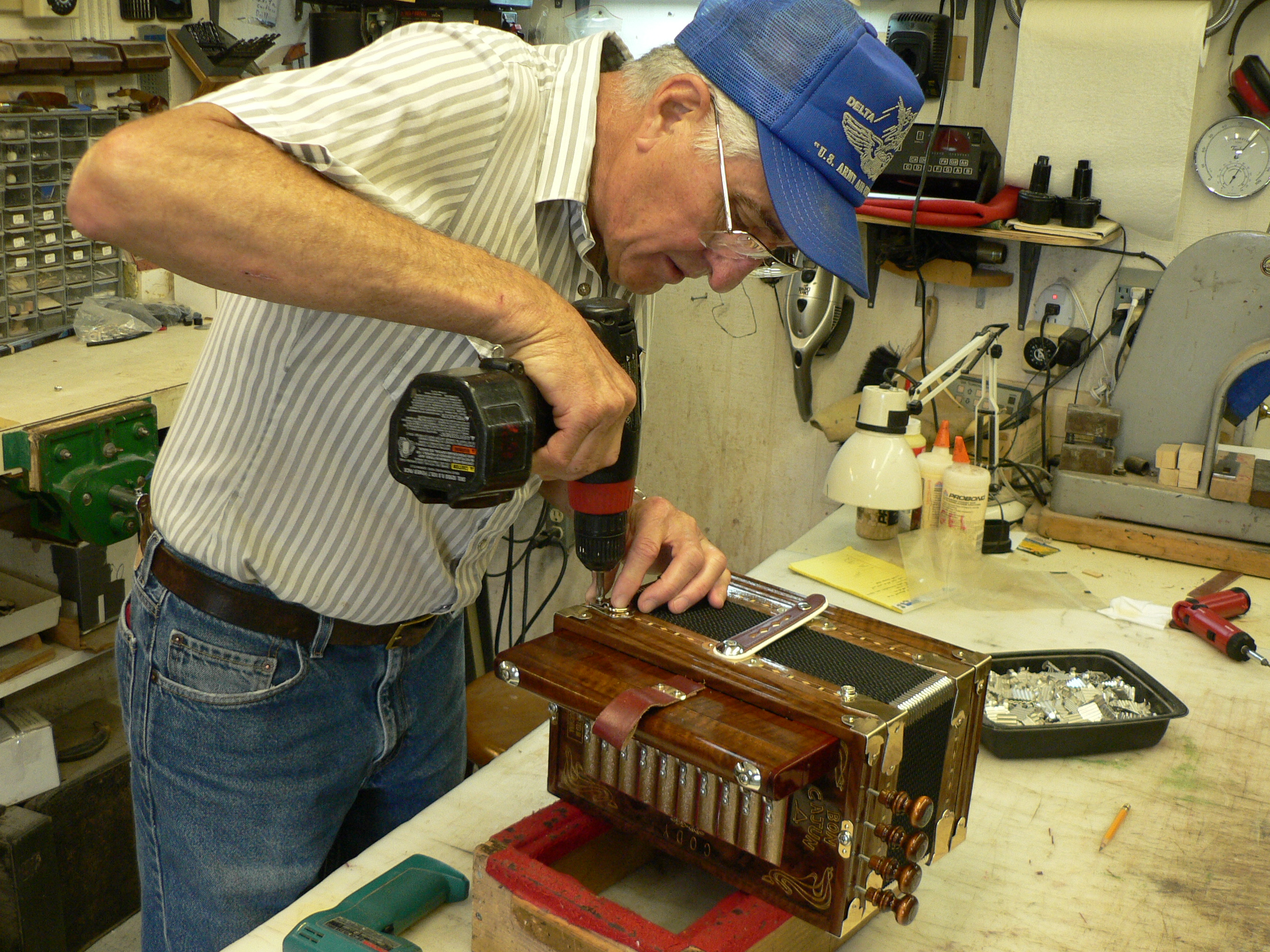
Larry Miller beim Akkordeon-Bau.

Larry G. Miller (geb. 7. Juli 1936) war ein Instrumentenbauer aus Iota, Acadia Parish, Louisiana. Er war bekannt für seine Cajun Akkordeons. Der Markenname seiner Akkordeon ist „Bon Cajun“ (früher „Bon Tee Cajun“).

## Leben
Miller war der Sohn eines Landpächters (sharecropper), Abraham Miller, und von Algena Leger. Er war 22 Jahre lang in der Grund- und Sekundarschulbildung tätig und begann 1978 als Hobby Akkordeons zu bauen. 1988 wurde der Akkordeonbau zu seinem Vollzeitberuf. Er war auch einer der Gründer der Cajun French Music Association. Miller zog sich 2006 aus dem Vollzeitbau von Akkordeons zurück. Sein Enkel Jay baut weiterhin Akkordeons unter der Marke „Bon Cajun“.
Bis 2003 baute er geschätzt etwa 85 Akkordeons und reparierte jedes Jahr 200–250 Akkordeons. Er sagte, jedes Akkordeon sei handgefertigt und habe zwischen 160 und 175 Stunden für die Herstellung gebraucht. Insgesamt habe er etwa 1200 Stück hergestellt.